# Storbritanniens Grand Prix 2023
Storbritanniens Grand Prix 2023 (officielt navn: Formula 1 Aramco British Grand Prix 2023) var et Formel 1-løb, som blev kørt den 9. juli 2023 på Silverstone Circuit i Silverstone, Storbritannien. Det var det tiende løb i Formel 1-sæsonen 2023.

## Kvalifikation
| Pos.                | Nr. | Kører             | Konstruktør                  | Del 1    | Del 2     | Del 3    | Grid |
| ------------------- | --- | ----------------- | ---------------------------- | -------- | --------- | -------- | ---- |
| 1                   | 1   | Max Verstappen    | Red Bull Racing-Honda RBPT   | 1.29,428 | 1.27,702  | 1.26,720 | 1    |
| 2                   | 4   | Lando Norris      | McLaren-Mercedes             | 1.28,917 | 1.28,042  | 1.26,961 | 2    |
| 3                   | 81  | Oscar Piastri     | McLaren-Mercedes             | 1.29,874 | 1.27,845  | 1.27,092 | 3    |
| 4                   | 16  | Charles Leclerc   | Ferrari                      | 1.29,143 | 1.28,361  | 1.27,136 | 4    |
| 5                   | 55  | Carlos Sainz, Jr. | Ferrari                      | 1.29,865 | 1.28,265  | 1.27,148 | 5    |
| 6                   | 63  | George Russell    | Mercedes                     | 1.29,412 | 1.28,782  | 1.27,155 | 6    |
| 7                   | 44  | Lewis Hamilton    | Mercedes                     | 1.29,415 | 1.28,545  | 1.27,211 | 7    |
| 8                   | 23  | Alexander Albon   | Williams-Mercedes            | 1.29,466 | 1.28,067  | 1.27,530 | 8    |
| 9                   | 14  | Fernando Alonso   | Aston Martin Aramco-Mercedes | 1.29,949 | 1.28,368  | 1.27,659 | 9    |
| 10                  | 10  | Pierre Gasly      | Alpine-Renault               | 1.29,533 | 1.28,751  | 1.27,689 | 10   |
| 11                  | 27  | Nico Hülkenberg   | Haas-Ferrari                 | 1.29,603 | 1.28,896  | N/A      | 11   |
| 12                  | 18  | Lance Stroll      | Aston Martin Aramco-Mercedes | 1.29,448 | 1.28,935  | N/A      | 12   |
| 13                  | 31  | Esteban Ocon      | Alpine-Renault               | 1.29,700 | 1.28,956  | N/A      | 13   |
| 14                  | 2   | Logan Sargeant    | Williams-Mercedes            | 1.29,873 | 1.29,031  | N/A      | 14   |
| 15                  | 11  | Sergio Pérez      | Red Bull Racing-Honda RBPT   | 1.29,968 | N/A       | N/A      | 15   |
| 16                  | 22  | Yuki Tsunoda      | AlphaTauri-Honda RBPT        | 1.30,025 | N/A       | N/A      | 16   |
| 17                  | 24  | Zhou Guanyu       | Alfa Romeo-Ferrari           | 1.30,123 | N/A       | N/A      | 17   |
| 18                  | 21  | Nyck de Vries     | AlphaTauri-Honda RBPT        | 1.30,513 | N/A       | N/A      | 18   |
| 19                  | 20  | Kevin Magnussen   | Haas-Ferrari                 | 1.32,378 | N/A       | N/A      | 19   |
| DSQ                 | 77  | Valtteri Bottas   | Alfa Romeo-Ferrari           | 1.29,798 | Ingen tid | N/A      | 201  |
| 107%-tid: 1.35,1412 |     |                   |                              |          |           |          |      |
| Kilde:              |     |                   |                              |          |           |          |      |

Noter:
↑1 - Valtteri Bottas kvalificerede sig nummer 15, men blev diskvalificeret fra kvalifikationen, efter at holdet ikke kunne producere den påkrævet brændstofsprøve.
↑2 - Som resultat af banen var våd, så var 107%-reglen ikke i kraft.

## Resultat
| Pos.                                                               | Nr. | Kører             | Konstruktør                  | Omgange | Tid/Udgået  | Startpos. | Point |
| ------------------------------------------------------------------ | --- | ----------------- | ---------------------------- | ------- | ----------- | --------- | ----- |
| 1                                                                  | 1   | Max Verstappen    | Red Bull Racing-Honda RBPT   | 52      | 1:25.16,938 | 1         | 262   |
| 2                                                                  | 4   | Lando Norris      | McLaren-Mercedes             | 52      | +3,798      | 2         | 18    |
| 3                                                                  | 44  | Lewis Hamilton    | Mercedes                     | 52      | +6,783      | 7         | 15    |
| 4                                                                  | 81  | Oscar Piastri     | McLaren-Mercedes             | 52      | +7,776      | 3         | 12    |
| 5                                                                  | 63  | George Russell    | Mercedes                     | 52      | +11,206     | 6         | 10    |
| 6                                                                  | 11  | Sergio Pérez      | Red Bull Racing-Honda RBPT   | 52      | +12,882     | 15        | 8     |
| 7                                                                  | 14  | Fernando Alonso   | Aston Martin Aramco-Mercedes | 52      | +17,193     | 9         | 6     |
| 8                                                                  | 23  | Alexander Albon   | Williams-Mercedes            | 52      | +17,878     | 8         | 4     |
| 9                                                                  | 16  | Charles Leclerc   | Ferrari                      | 52      | +18,689     | 4         | 2     |
| 10                                                                 | 55  | Carlos Sainz, Jr. | Ferrari                      | 52      | +19,448     | 5         | 1     |
| 11                                                                 | 2   | Logan Sargeant    | Williams-Mercedes            | 52      | +23,632     | 14        |       |
| 12                                                                 | 77  | Valtteri Bottas   | Alfa Romeo-Ferrari           | 52      | +25,830     | 20        |       |
| 13                                                                 | 27  | Nico Hülkenberg   | Haas-Ferrari                 | 52      | +26,663     | 11        |       |
| 14                                                                 | 18  | Lance Stroll      | Aston Martin Aramco-Mercedes | 52      | +27,4832    | 12        |       |
| 15                                                                 | 24  | Zhou Guanyu       | Alfa Romeo-Ferrari           | 52      | +29,820     | 17        |       |
| 16                                                                 | 22  | Yuki Tsunoda      | AlphaTauri-RBPT              | 52      | +31,225     | 16        |       |
| 17                                                                 | 21  | Nyck de Vries     | AlphaTauri-Honda RBPT        | 52      | +33,128     | 18        |       |
| 183                                                                | 10  | Pierre Gasly      | Alpine-Renault               | 49      | Sammenstød  | 10        |       |
| Ret                                                                | 20  | Kevin Magnussen   | Haas-Ferrari                 | 31      | Motor       | 19        |       |
| Ret                                                                | 31  | Esteban Ocon      | Alpine-Renault               | 9       | Olielækage  | 13        |       |
| Hurtigste omgang: Max Verstappen (Red Bull) - 1.30,275 (omgang 42) |     |                   |                              |         |             |           |       |
| Kilde:                                                             |     |                   |                              |         |             |           |       |

Noter:
↑1 - Inkluderer point for hurtigste omgang.
↑2 - Lance Stroll blev givet en 5-sekunders straf for at være skyld i et sammenstød med Pierre Gasly. Hans slutposition gik som resultat fra 11. til 14. pladsen.
↑3 - Pierre Gasly udgik af ræset, men blev klassificeret som færdiggjort, i det at han havde kørt mere end 90% af ræsdistancen.

## Stilling i mesterskaberne efter løbet
| Pos. | Kører            | Point |
| ---- | ---------------- | ----- |
| 1    | Max Verstappen   | 255   |
| 2    | Sergio Pérez     | 156   |
| 3    | Fernando Alonso  | 137   |
| 4    | Lewis Hamilton   | 121   |
| 5    | Carlos Sainz Jr. | 83    |

| Pos. | Konstruktør           | Point |
| ---- | --------------------- | ----- |
| 1    | Red Bull-Honda RBPT   | 411   |
| 2    | Mercedes              | 203   |
| 3    | Aston Martin-Mercedes | 181   |
| 4    | Ferrari               | 157   |
| 5    | McLaren-Mercedes      | 59    |